# Przygody Rocky’ego i Łosia Superktosia
Przygody Rocky’ego i Łosia Superktosia (ang. The Adventures of Rocky and Bullwinkle, 2018-2019) – amerykański serial animowany wyprodukowany przez wytwórnie Jay Ward Productions i DreamWorks Animation Television. Reboot oryginalnego serialu Rocky, Łoś Superktoś i przyjaciele z lat 1959-1964.
Premiera serialu odbyła się w Stanach Zjednoczonych 11 maja 2018 w usłudze VOD Amazon Video. W Polsce premiera serialu odbyła się 23 grudnia 2019 na antenie Teletoon+.

## Fabuła
Serial opisuje nowe perypetie latającej wiewiórki Rocky’ego oraz niezbyt rozgarniętego Łosia Superktosia, którzy mają talent do wpakowywania się w tarapaty i przeżywają serię niezapomnianych przygód. Na przeszkodzie stoi im Nieustraszony Wódz, który wysyła Borysa i Nataszę w celu szpiegowania poczynań Rocky’ego i Łosia Superktosia.

## Obsada
- Tara Strong – Rocky
- Brad Norman – Łoś Superktoś
- Ben Diskin – Borys
- Rachel Butera – Natasza
- Piotr Michael – Nieustraszony Wódz
- Daran Norris – Narrator

## Wersja polska
Opracowanie i udźwiękowienie wersji polskiej: na zlecenie platformy CANAL+ – Studio Sonica

Reżyseria: Agnieszka Kudelska

Dialogi polskie: Joanna Kuryłko

Dźwięk i montaż: Maciej Sapiński

Kierownictwo produkcji: Agnieszka Kudelska

Wystąpili:
- Kamil Pruban – Łoś Superktoś
- Karolina Bacia – Rocky
- Szymon Mysłakowski – Narrator
- Izabella Bukowska-Chądzyńska – Natasza
- Jacek Król – Borys
- Waldemar Barwiński – Nieustraszony Wódz

W pozostałych rolach:
- Jolanta Wołłejko – Ktoś Babcia
- Jan Aleksandrowicz-Krasko
- Agnieszka Kudelska
- Janusz Wituch
- Leszek Zduń

i inni
Lektor: Paweł Ciołkosz